# HMS Prince (1854)
HMS Prince (Корабль Её Величества «Принс», также «Чёрный Принц») — британский парусно-винтовой транспорт, пополнивший ВМФ Великобритании в 1854 году во время Крымской войны.  В ноябре того же года затонул у Балаклавы в сильный шторм.

## Служба
В июле 1854 года британское Адмиралтейство приобрело у General Screw Steam Shipping Company парусно-винтовой транспорт, заплатив за него 105 000 фунтов. Транспорт принял на борт 150 человек и груз тёплой одежды, в которой остро нуждались британские войска на Крымском полуострове. Prince, стоявший на глубоководной якорной стоянке у Балаклавы, попал в сильный шторм 14 ноября 1854 года. Стихия сорвала транспорт с якорей и бросила на скалы: судно вскоре развалилось на части. Из 150 человек, находившихся на борту, спаслись только шестеро. Среди погибших был и командир корабля Бэйнтон (англ. Bayntoun). Гибель судна вызвала в Великобритании широкий общественный резонанс. Виной тому была не только гибель людей, но и утрата груза тёплых вещей, в котором очень нуждались британские солдаты, страдавшие от русских холодов.

## Поиски «Чёрного принца»
С 1870-х годов обломки «Принца» искали немцы, французы, норвежцы, экспедиция итальянского инженера Джузеппе Рестуччи, так как предполагалось, что транспорт вёз 200 000 фунтов стерлингов золотом. О водолазной экспедиции Рестуччи, предпринятой в 1905 году, рассказано в самом длинном рассказе из цикла А. Куприна «Листригоны».
С 1908 года флотский инженер и кладоискатель-любитель Владимир Сергеевич Языков настойчиво пытался организовать работы по подъёму «Принца». В начале 1923 года В. С. Языков попал на приём к главе Особого отдела ГПУ при НКВД РСФСР Генриху Ягоде и сумел заинтересовать того идеей подъёма «Принца». Инициативная группа (В. С. Языков, Д. А. Карпович и инженер-механик Е. Г. Даниленко, по проекту которого должен был строиться глубоководный снаряд для подъёма «Принца») была зачислена на довольствие ГПУ. 13 марта 1923 года Ягода отдал приказ о создании ЭПРОН при ГПУ, утверждении её первого штата и начальника — В. С. Языкова. Однако розыски «Принца» успехов снова не принесли.
Обломки судна были найдены лишь в 2010 году экспедицией Национальной академии наук Украины.